# Pădurea Floreanu - Frumușica - Ciurea (sit SCI)
Pădurea Floreanu - Frumușica - Ciurea este o arie protejată (sit de importanță comunitară — SCI) din România întinsă pe o suprafață de 18.917,2 ha, integral pe uscat.

## Localizare
Situl se întinde pe teritoriile administrative ale județelor Iași (Dagâța, Dumești, Horlești, Țibana, Țibănești, Mădârjac, Popești, Sinești, Voinești) și Neamț (Stănița). Centrul sitului Pădurea Floreanu - Frumușica - Ciurea este situat la coordonatele 47°03′02″N 27°13′00″E / 47.050544°N 27.216703°E.

## Înființare
Situl Pădurea Floreanu - Frumușica - Ciurea (ROSCI0152) a fost declarat sit de importanță comunitară în decembrie 2007 pentru a proteja 1 specie de plante și 2 specii de animale. Situl include rezervația naturală Pădurea Frumușica și se suprapune în integralitate cu aria de protecție specială avifaunistică Pădurea Floreanu - Frumușica - Ciurea.

## Biodiversitate
Situată în ecoregiunea continentală, aria protejată conține 4 habitate naturale: Păduri de fag Asperulo-Fagetum, Păduri de stejar și carpen Galio-Carpinetum, Păduri de stejar și de carpen dacice, Galerii de Salix alba și de Populus alba.
La baza desemnării sitului se află mai multe specii protejate:
- plante (1): papucul doamnei (Cypripedium calceolus)
- amfibieni (1): buhai de baltă cu burtă roșie (Bombina bombina)
- mamifere (1): vidră de râu (Lutra lutra)